# 拉杰萨曼德
拉杰萨曼德（Rajsamand），是印度拉贾斯坦邦Rajsamand县的一个城镇。总人口55671（2001年）。

## 人口
该地2001年总人口55671人，其中男性29005人，女性26666人；0—6岁人口8536人，其中男4368人，女4168人；识字率67.42%，其中男性为76.88%，女性为57.12%。